# Флимс
Флимс (нем. Flims) — коммуна в Швейцарии, в кантоне Граубюнден.
Входит в состав округа Имбоден. Население составляет 2834 человека (на 31 декабря 2018 года). Официальный код — 3732.
В коммуне говорят на немецком языке (около 80 % жителей), а также на романшском и итальянском языках.
Родом из Флимса знаменитая швейцарская кёрлингистка Биния Фельчер.